# Dijon FCO
Dijon Football Côte d'Or ali na kratko Dijon je francoski nogometni klub iz mesta Dijon. Ustanovljen je bil leta 1998 kot produkt združitve lokalnih klubov Cercle Sportif Laïque Dijonnais ter Dijon FC in trenutno igra v Ligue 1, 1. francoski nogometni ligi.
Začetki kluba so se začeli v Nationalu, 3. francoski nogometni ligi. Po koncu sezone 2000/01 se je za las ognil relegaciji. Status profesionalnega kluba je dobil leta 2004 in takrat je prišel tudi do polfinala Pokala Francije, kjer pa ga je izločil Châteauroux. Istega leta pa je klub napredoval v 2. francosko ligo. V tej ligi je nato igral do leta 2011, ko je po koncu sezone osvojil tretje mesto in tako napredoval v 1. francosko ligo. V najmočnejši ligi je nato igral 1 sezono, bil nato relegiran, a po koncu sezone 2015/16 ponovno napredoval.
Domači stadion Dijona je Stade Gaston Gérard, ki sprejme 15.995 gledalcev. Barva dresov je rdeča. Nadimek nogometašev je The Mustards ("Gorčice"), saj je mesto Dijon znano po gorčici.